# Мульдештаузе
Мульдештаузе (нім. Muldestausee) — громада в Німеччині, розташована в землі Саксонія-Ангальт. Входить до складу району Ангальт-Біттерфельд.
Площа — 136,82 км2. Населення становить 11 557 ос. (станом на 31 грудня 2021).